# طاعون عمواس
طاعون عمواس طاعونی است که در زمان خلافت عمر بن خطاب سال ۱۸ هـ بعد از تصرف اورشلیم توسط مسلمانان، بین آن‌ها شیوع پیدا کرد و منجر به کشته‌شدن تعداد زیای از مسلمانان و صحابه محمد شد.
دلیل نام‌گذاری این طاعون به عمواس به نام روستایی کوچک به نام عمواس باز می‌گردد که بین رمله و بیت‌المقدس واقع و جرقهٔ ابتدایی طاعون در این روستا زده شده بود.
واقدی کشته شدگان این طاعون را بیست و پنج هزار نفر مسلمانان نوشته است که در اثر این طاعون مسلمانان سرشناس در آن زمان، همانند ابوعبیده جراح، معاذ بن جبل، یزید پسر ابی‌سفیان و سهیل بن عمرو و شرحبیل بن حسنه مردند.